# Hermann Lang
Pour les articles homonymes, voir Lang.
Hermann Lang, né le 6 avril 1909 à Bad Cannstatt en Allemagne et décédé le 19 octobre 1987, est un ancien coureur automobile allemand de Formule 1.

## Biographie

### Les débuts sur deux et trois roues
Hermann Lang naît à Bad Cannstatt dans la banlieue de Stuttgart en Allemagne, le 6 avril 1909. Il est le plus jeune d'une famille de quatre garçons. Alors qu'il n'a que quatorze ans, son père décède et Lang doit travailler pour aider sa famille. Il devient donc apprenti-mécanicien moto dans un garage de sa région. Très vite il est tenté d'essayer quelques-unes des machines apportées au garage,. Quelque temps plus tard, il achète une vieille Norton qu'il restaure pendant son temps libre. Le 22 mai 1927, il se présente dans la catégorie amateur (1 000 cm3) sur sa moto vieille de six ans au Grand Prix Solitude. Peu après le départ, il se retrouve à la deuxième place de la catégorie 1 000 cm3, aux prises avec un concurrent sur une moto plus récente qu'il dépasse pour remporter sa première victoire de catégorie,.
Peu après, il se spécialise en side-car et est engagé en tant que pilote officiel par le constructeur Standard,. Lorsque son frère Albert décède en 1928 dans un accident de la route, sa fiancée Lydia, sa mère et les autres membres de la famille tentent de le faire renoncer à la course mais Hermann décide de poursuivre dans cette voie. Il fait l'acquisition de sa première voiture, une Dixi en 1930. Il se présente à une course dans le Pfalz et est piégé dans un carambolage en début de course. Un des trois pilotes impliqués, décède tandis que Lang a une jambe brisée. Hospitalisé, il entame une lente rééducation pendant laquelle sa famille tente de nouveau de le faire renoncer à la course.
Convaincu d'avoir recouvert suffisamment de forces pour à nouveau s'engager sur son side-car, il se présente à la course de côte du Schauinsland, près de Fribourg-en-Brisgau, qualificative pour le championnat d'Allemagne de la montagne 1931. À la surprise générale, Lang prend le départ avec le pied gauche dans le plâtre, ce qui ne l'empêche pas d'actionner la pédale du frein située sur la droite de sa machine. Il termine troisième, ce qui lui permet d'être qualifié pour le championnat. Pour la course de côte de Ratisbonne, Lang, guéri, n'a plus son plâtre et remporte la course et le championnat d'Allemagne de la montagne 1931,.
Lors de l'année 1932, Lang aurait dû logiquement passer sur quatre roues comme l'avait fait Tazio Nuvolari mais la crise économique arrive et il se retrouve sans emploi. Il abandonne la course et après six mois de chômage, devient maçon, puis conducteur de locomotive. En 1933, il postule chez Mercedes-Benz pour devenir mécanicien. Cependant, connu pour son passé de pilote, les recruteurs parmi lesquels Alfred Neubauer examinent son dossier. Hermann Lang rencontre Fritz Bidlingmeier qui, grâce à ses relations, permet au jeune homme d'être reçu pour un entretien et d'être embauché comme motoriste dans le département course et essais,,.

### Arrivée chez Mercedes
En 1934, Mercedes revient à la compétition et Lang rejoint l'équipe de mécanicien de Luigi Fagioli, nouveau pilote Mercedes en provenance d'Alfa Romeo. Lang devient rapidement le chef mécanicien de Fagioli et prend parfois le volant afin de jauger la température des freins de la voiture. Il est invité par la firme à participer aux premiers essais des monoplaces Mercedes-Benz W25 à Monza. À l'issue de ces essais, Jakob Krauss, l'ingénieur responsable du châssis, demande à Lang s'il est bien l'ancien pilote de side-car,. Krauss décide d'en parler à ses supérieurs et, peu après, Alfred Neubauer lui propose de faire quelques essais en tant que pilote. Ces essais s'avérant concluants, Lang devient pilote réserve de l'équipe tout en continuant son travail de chef d'équipe auprès de Fagioli. Il étudie le style de pilotage de l'Italien et des autres pilotes de l'écurie et s'entraîne sur le Nürburgring à l'occasion d'essais privés pour le compte de l'écurie. Plus tard dans l'année, Lang est appelé par Mercedes pour participer, en tant que pilote, à un trial de 2 000 kilomètres à travers l'Allemagne. Il remporte l'épreuve sur une voiture de 1,5 litre et Mercedes, ravi de sa prestation, Mercedes le choisira à nouveau en 1935 pour le trial suivant, à Monza.
L'année 1935 marque ses débuts en Grand Prix pour l'équipe Mercedes. Ainsi, le 16 juin 1935, Lang participe à sa première course sur le circuit du Nürburgring lors de l'Eifelrennen au volant d'une Mercedes-Benz W25. Après s'être élancé de la neuvième place sur la grille, Lang remonte dans la hiérarchie pour se retrouver troisième derrière Rudolf Caracciola et Bernd Rosemeyer. Cependant, une erreur dans le virage de Pflanzgarten lui fait faire un tête-à-queue et il termine l'épreuve à la cinquième position. Lang participe ensuite au Grand Prix d'Allemagne mais ne parvient pas à rallier l'arrivée à la suite d'un problème moteur. Le mois suivant, lors du Grand Prix de Suisse, Lang est inscrit en tant que pilote de réserve. Lors des essais, Hanns Geier perd le contrôle de sa monoplace à 240 km/h et s'encastre dans la cabine du chronométreur officiel : il est emmené à l'hôpital dans un état critique et ses blessures le conduiront à mettre un terme à sa carrière de pilote. Hermann Lang le remplace et s'élance de la sixième place sur la grille. La course, entièrement disputée sous la pluie, est remportée par Rudolf Caracciola devant Luigi Fagioli. Lang termine sixième à trois tours du vainqueur. Au Grand Prix d'Italie, Mercedes engage quatre voitures mais la course est une véritable débâcle. Ainsi au quarante-deuxième des soixante-treize tours, il ne reste plus que Lang pour sauver l'honneur. Quatorze tours plus tard, alors qu'il est en troisième position, Lang est trahi par un problème moteur et abandonne. Auteur d'une saison prometteuse, Lang termine à la neuvième place du Championnat d'Europe des pilotes avec 29 points.
En 1936, Mercedes est largement dominé par Auto Union. Si sur l'ensemble de la saison, Mercedes ne remporte que deux victoires à Monaco et en Tunisie Lang peut néanmoins démontrer son potentiel au point que Ferdinand Porsche, qui a quitté Auto Union, lui propose un volant. Lang refuse la proposition par fidélité à l'équipe Mercedes qui lui a donné sa première chance. Cette loyauté est récompensée par un nouveau contrat. Lang signe une quatrième place au Grand Prix de Suisse ainsi qu'une cinquième place lors de l'Eifelrennen et termine le championnat à la dixième place avec 24 points.

### Premières victoires
Durant l'hiver qui suit, Lang effectue des essais pour Mercedes afin d'améliorer le comportement de la voiture. Pour ces expérimentations, Mercedes a à sa disposition l'autoroute de Stuttgart notamment pour tester la voiture à haute vitesse. Pour cette saison 1937, Mercedes dispose de la nouvelle Mercedes-Benz W125 qui, par rapport à la Mercedes-Benz W25, dispose d'un châssis plus long, renforcé, d'un moteur plus puissant et d'un essieu arrière amélioré pour une meilleure tenue de route.
Lang commence sa saison lors du Grand Prix de Tripoli où il prend la cinquième place sur la grille grâce à son temps lors des essais. La veille de la course, il est presque exclu de la course à cause d'une pression artérielle trop élevée. Le Dr Gläser, médecin officiel Mercedes et Auto Union, doit convaincre son collègue italien pour qu'il autorise Lang à courir. Avant le départ, Neubauer souhaite bonne chance à tous ces pilotes et donne ses derniers conseils à Lang :

« Personne ne s'attend à ce que tu gagnes, tout ce que je te demande est d'arriver sain et sauf avec ta voiture. »

— Alfred Neubauer,
Le départ est donné à 15 heures par Italo Balbo sous une chaleur de plus de 40 °C. Auteur d'un départ raisonnable, Lang termine le premier tour de la course en sixième position. Dépassant Luigi Fagioli lors du second tour, il se retrouve derrière les leaders où la lutte fait rage. Bernd Rosemeyer et Hans Stuck sont d'ailleurs obligés de repasser au stand pour changer leurs pneus après avoir trop attaqués. La piste étant recouverte de sable, des nuages de poussière se forment à l'arrière du peloton de tête. Lang diminue alors le rythme afin de disposer d'une meilleure visibilité. Fagioli en profite alors pour le repasser et se mêler à la bagarre pour la première place. Ceux qui se sont battus en début de course en payent les conséquences et doivent repasser au stand pour changer de pneus. Ainsi Lang redépasse Fagioli et, peu après, Manfred von Brauchitsch pour se retrouver deuxième derrière Rudolf Caracciola. Au quatorzième tour, Lang s'empare de la tête grâce au ravitaillement de Caracciola. Au seizième il est dépassé par Rosemeyer, Fagioli et von Brauchitsh lors de son propre ravitaillement mais les redouble quatre tours plus tard. Au trentième tour, Lang rentre une nouvelle fois au stand changer ses pneus et faire le plein. En ressortant, il est toujours premier mais se fait dépasser par Rosemeyer qui est à un tour. Rosemeyer tente de rattraper son retard lors des dix derniers tours et échoue à neuf secondes de Lang qui signe sa première victoire en Grand Prix,.
Deux semaines plus tard, Lang et son équipe se rendent à Berlin afin de disputer l'Avusrennen. Mercedes engage des Mercedes-Benz Stromlinienwagen spécialement conçues pour cette course en raison des fortes contraintes aérodynamiques qu'impose le circuit. Le Grand Prix se compose de deux courses éliminatoires et d'une finale. Lang est placé dans la deuxième course éliminatoire. Partant de la troisième position, il s’aperçoit rapidement que si l'on attaque trop les pneus se dégradent très vite. Dans le dernier tour alors en troisième position il tente de dépasser l'Auto Union de Rudolf Hasse mais celui-ci ne le voit pas et se rabat sur lui. Lang freine immédiatement et parviens à éviter le contact mais reste donc en troisième place. Hasse est sanctionné d'une place sur la grille pour cette manœuvre pour la manche finale ce qui permet à Lang de partir quatrième. Durant la manche finale, Lang sauvegarde ses pneus et profite des abandons de Caracciola et von Brauchitsch pour s'imposer une deuxième fois consécutivement,.

### Belgrade, la fin d'une époque
En dépit des tensions qui secouent l'Europe à la fin de l'été 1939, Lang et son équipe décident de participer au Grand Prix de Belgrade car les organisateurs se sont donné beaucoup de mal pour organiser cet événement. Mais seules les équipes Mercedes, Auto Union et un pilote local se présentent aux essais du jeudi, il n'y aura donc que cinq pilotes au départ. Le deuxième jour des essais, Lang et son équipe apprennent que l'Allemagne a déclaré la guerre à la Pologne. Alors qu'ils pensent se retirer, les organisateurs les supplient de rester. Manfred von Brauchitsch et Lang sont les plus rapides lors des essais et se battent pour obtenir la pole position. Leur ardeur est calmée par Neubauer afin qu'ils n'aient pas d'accident avant le départ. Le dimanche matin, ils apprennent que le Royaume-Uni déclare la guerre à l'Allemagne. Lang comprend qu'il dispute sa dernière course avant longtemps, et souhaite la gagner. Auteur d'un départ moyen, Lang est obligé de suivre Brauchitsch car il ne trouve aucun endroit où le dépasser. Lors du septième tour, il reçoit au visage une pierre projetée par l’arrière de la voiture de Brauchitsch. La pierre explose le verre de ses lunettes et Lang abandonne à cause d'éclats de verre dans les yeux. Walter Bäumer le relaie au volant mais est également contraint à l'abandon quelques tours plus tard. Après la course, Lang apprend que la France est aussi rentrée en guerre et que la période des Grands Prix s'achève.

« Mon monde disparaît »

— Hermann Lang,
La guerre affecte fortement Lang car elle lui enlève tout ce qu'il a réussi à construire ces sept dernières années. Il est stoppé alors qu'il commence à peine à atteindre le sommet de sa carrière. Il voudrait que le sport automobile puisse continuer pendant la guerre mais il sait que ce n'est pas possible en raison du rationnement du carburant. La guerre lui enlève également quelques-uns de ses amis mais la mort de Jakob Krauss, son meilleur ami, est celle qui le marquera le plus vivement. Pendant la guerre Lang est chargé de l'inspection des moteurs d'avions Messerschmitt en raison de son expérience en tant que mécanicien. À la fin de la guerre, Lang est fait prisonnier et passera 7 mois dans un camp.

### Le(s) retour(s)
Hermann Lang fait son retour en compétition le 21 juillet 1946 lors de la première course d'après-guerre disputée sur le territoire allemand, la course de côte de Ruhestein. Pour y participer, Lang reçoit une lettre de Klaus von Rucker qui lui prête la BMW 328 Touring Coupé avec laquelle Huschke von Hanstein et Walter Bäumer ont gagné les Mille Miglia 1940. Lang remporte sa première victoire d'après-guerre à la vitesse moyenne de 96,96 km/h. Même si les courses en Allemagne font leur réapparition et que Rucker est toujours prêt à prêter sa voiture (qui montre toutefois des signes évident d'usure), Lang refuse de courir tant qu'il n'aura pas une voiture capable de gagner.
Lang tient parole jusqu'à la fin de l'été 1949 quand Emil Vorster lui demande s'il veut participer à la course qu'il organise sur le Grenzlandring. Mais l'AFM-BMW prêtée n'est pas au point et, dès les essais, Lang connaît des problèmes de batterie. Il se brûle ensuite les mains en réglant des problèmes de surchauffe et ces blessures lui valent une interdiction de prendre le départ de la course. Huit jours plus tard, Lang se rend à la Solituderennen au volant de la même voiture mais abandonne dès le deuxième tour,.
Il réessaye une nouvelle fois de revenir dans la compétition l'année suivante lors du Prix de Berne. Mais une nouvelle fois, sa voiture lui fait défaut et il est contraint à l’abandon après sept tours. La semaine suivante, lors de l'Eifelrennen, sa Veritas Meteor connait encore des problèmes et Lang abandonne lors du deuxième tours. Huit semaines plus tard, la voiture fait meilleur impression et Lang termine deuxième de la Solituderennen derrière 	Karl Kling, son coéquipier,. Toutefois, la fiabilité est de courte durée car la semaine suivante, lors du Grand Prix d'Allemagne, Lang et Kling sont une nouvelle fois obligés d’abandonner à cause de problèmes mécaniques. Les amis de Lang ne comprennent pas pourquoi il s'acharne à continuer avec cette voiture et lui disent qu'il va ternir son nom s'il continue à piloter des machines insuffisamment fiables. Néanmoins, Lang décide de se rendre sur le Grenzlandring mais dès les essais la voiture refuse de démarrer et Lang est forcé de rentrer chez lui sans avoir pu rouler.

### Expérimentation en Argentine

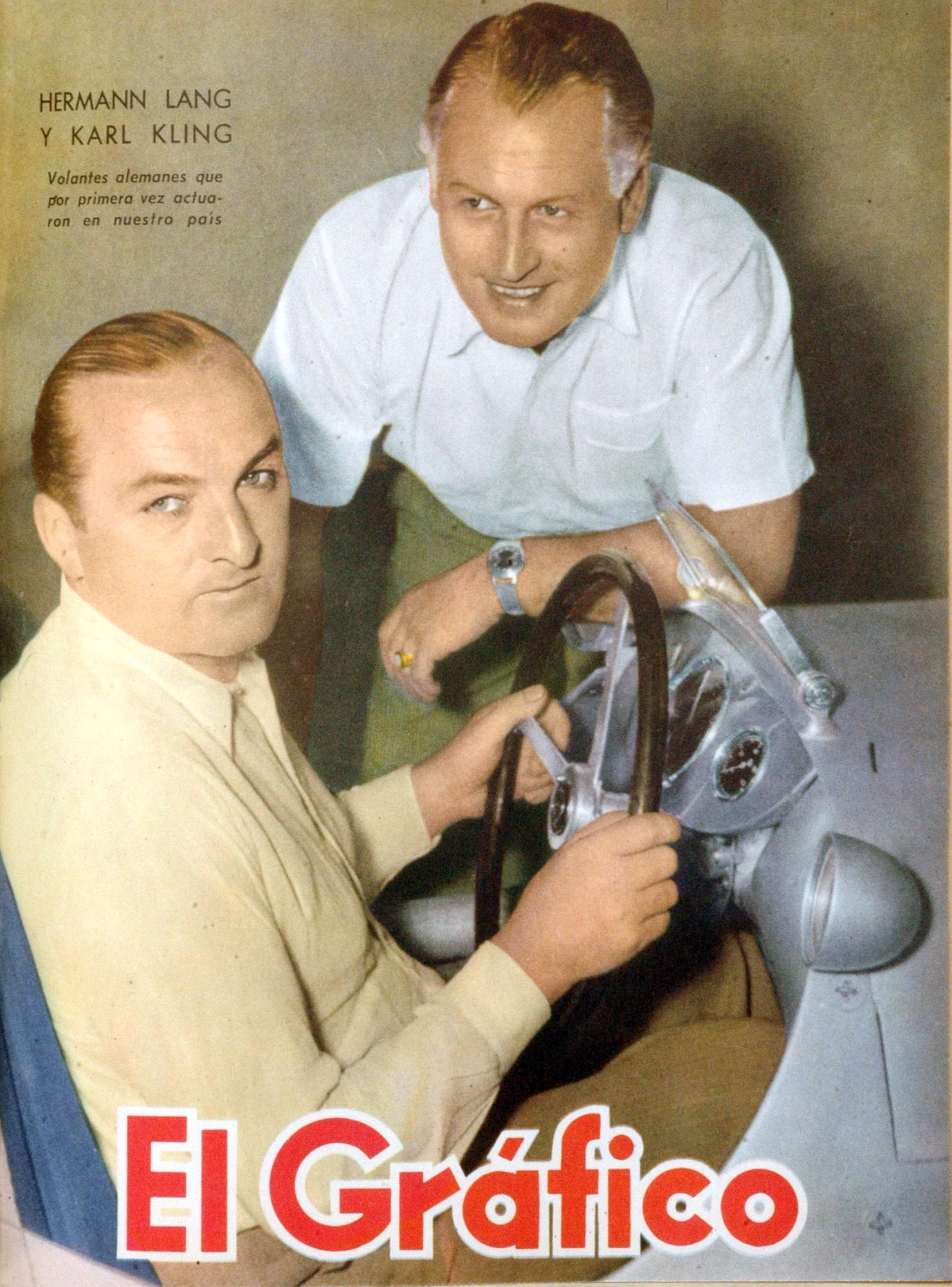
Hermann Lang (dans la voiture) accompagné de Karl Kling (debout) en 1951.

En novembre 1950, la presse annonce que Mercedes prépare une W154 3 Litres pour participer à la saison de course en Argentine qui se déroule de décembre à mars. Après des tests durant les mois de décembre et janvier, Mercedes confirme sa participation à deux courses sur le circuit de la Costanera Norte à Buenos Aires. L'une en l'honneur du président argentin Juan Perón et l'autre en honneur de sa femme Eva Perón. Pour participer à ces courses, Mercedes sélectionne Karl Kling, Hermann Lang ainsi que Juan Manuel Fangio.
Les essais qualificatifs de le premières courses sont dominés par les Mercedes, celles-ci occupe trois des quatre premières places. Seul José Froilán González sur une Ferrari 166 FL parvient à casser l'hégémonie Mercedes et prend la deuxième place sur la grille. Lang s'élance de la pole position et augmente rapidement son avance qui atteint 30 secondes après seulement huit tours. Mais Lang est touché par des problèmes au niveau du moteur qui le force à ralentir et lors du onzième tours il se fait dépasser par González. Malgré ses problèmes Lang parvient à rallier l'arrivée en deuxième position derrière González mais devant son coéquipiers, Fangio,.
Les essais de la deuxième course qui se déroule une semaine plus tard sont également dominés par les Mercedes. Le début de la course ne se passe pas très bien pour les Mercedes. Ainsi dès le premier tour Lang casse ses lunettes en recevant une pierre projetée par l’arrière de la voiture de Fangio et est obligé de continuer sans elles. Fangio connait des problèmes de surchauffe et est obligé d’abandonner. Plus tard alors que Lang mène la course, un morceau de journal vient se bloquer dans son frein arrière gauche et le fait surchauffer. Lang est ensuite touché par des problèmes de carburation mais finit néanmoins à la troisième place derrière González et Kling. Sur les douze voitures au départ seul quatre rallient l'arrivée,.
Après la course, Neubauer réunit Kling et Lang et les félicite du travail qu'ils ont fourni lors de ces deux courses en Argentine. Même s'ils n'ont pas gagné de course, ils ont montré le potentiel de la voiture dans des conditions de course inhabituelles tant sur le plan météorologique que sur le plan du type de circuit et cela malgré le peu de préparation. Malgré les débuts prometteurs de Mercedes et les félicitations de Neubauer, Mercedes met fin à son programme en Argentine peu de temps après. Neubauer annonce également qu'une bonne nouvelle arrivera après leur retour en Europe.

### La Mercedes 300SL
À leur retour en Europe, Karl Kling et Hermann Lang apprennent, lors du salon de l'automobile de Francfort 1952, la sortie d'une nouvelle Mercedes destinée à la compétition, la 300SL. Kling et Lang seront accompagnés par Rudolf Caracciola qui prendra également part aux compétitions à bord d'une troisième voiture. La première course a lieu en mai lors des Mille Miglia qui relie Brescia à Rome. Lang est rapidement mis hors course après avoir glissé sous la pluie et heurté une pierre qui casse l'axe arrière de la voiture. Néanmoins, Kling termine deuxième et Caracciola cinquième montrant ainsi tout le potentiel de la nouvelle voiture.
Deux semaines plus tard, les pilotes Mercedes partent pour la Suisse afin de disputer le Prix de Berne. Pour cette course Mercedes confie une quatrième voiture à Fritz Riess. Après le départ, les quatre Mercedes se retrouvent rapidement en tête et creusent l'écart avec les autres concurrents. Mais lors du treizième tour, Caracciola sort de la route et percute violemment un arbre. Il est gravement blessé et met un terme à sa carrière de pilote après cet accident. Malgré cela, Kling s'impose devant Lang et Riess signant ainsi la première victoire de la 300SL mais également un triplé pour la marque,.
À la mi-juin, Mercedes envoie trois équipages pour disputer les 24 Heures du Mans, Kling/Klenk, Helfrich/Niedermayr et Lang/Riess. Les trois Mercedes réalisent des temps assez modeste durant les qualifications et se retrouvent aux neuvième, dixième et onzième place sur la grille de départ. Lang prend le premier relais de la course et décide de partir prudemment afin de ne pas faire d'erreur lors des premières heures de course. Ainsi à la fin de la première heure et donc de son premier relais il se trouve toujours en dixième position. Riess adopte aussi la même philosophie de conduite ce qui leur permet au petit matin d'atteindre la troisième place derrière Pierre Levegh et la voiture de leurs coéquipiers Helfrich/Niedermayr. À quatre heures de la fin de la course, Niedermayr subit un problème à la jante ce qui permet à Lang de le dépasser. Une heure avant l'arrivée, Levegh, qui pilote depuis 23 heures et possède quatre tours d'avance, connait des problèmes moteur et est contraint à l’abandon. Ce coup du destin permet à Lang et Riess de remporter les 24 heures du Mans en battant également le record de distance parcourue (3 733,839 km),.
En marge du Grand Prix d'Allemagne de Formule 1, Mercedes participe à une course de voiture de sport sur le Nürburgring. Afin de participer à la course, Mercedes est obligé de modifier les 300SL en cabriolet pour satisfaire au règlement. Kling et Lang essaye également des Mercedes à compresseur, gagnant ainsi 50 chevaux, mais celle-ci ne s’avère pas plus rapide. Malgré les modifications apportées, les Mercedes dominent une nouvelle fois la course et s'emparent des quatre premières places (Lang devance Kling, Riess et Helfrich).
Fin octobre, Mercedes part avec trois équipages au Mexique pour préparer la Carrera Panamericana. Après un mois de reconnaissance des routes mexicaines, le départ est donné le 23 novembre. Mais après seulement quelques kilomètres, Lang et son coéquipier Ewin Grupp percute un chien à plus de 200 km/h mais les dégâts ne sont que superficiels. Ses coéquipiers Kling et Hans Klenk subisse également un contretemps en percutant un vautour qui traverse le pare-brise blessant légèrement Klenk au visage. Malgré cela, Kling et Klenk permettent à Mercedes de remporter une nouvelle victoire et Lang termine une nouvelle fois à une place d'honneur en finissant deuxième.

### Fin de carrière et dernières années

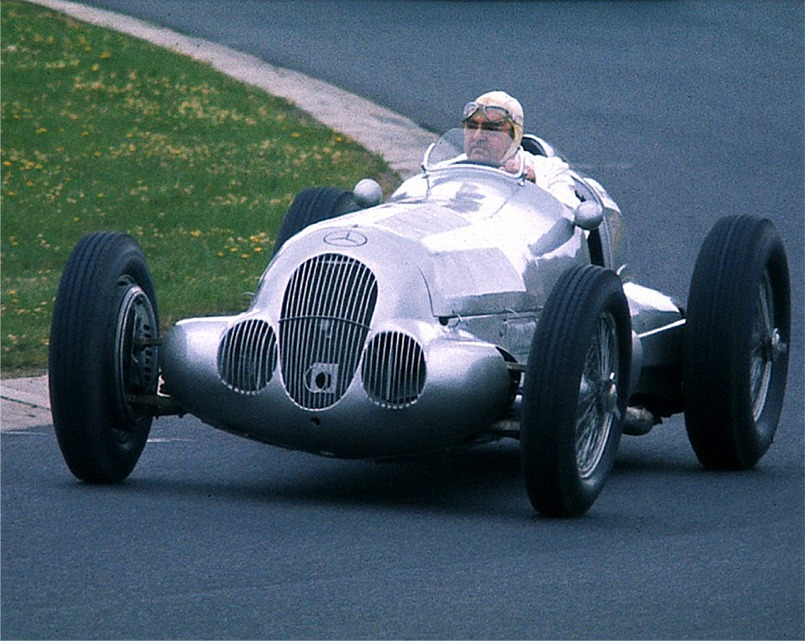
Hermann Lang sur une Mercedes-Benz W125 lors d'une course historique en 1977.

En 1953, Hermann Lang est appelé en Formule 1 par Maserati pour remplacer José Froilán González qui s'est blessé lors d'une course de voiture de sport à Lisbonne. Lang participe au Grand Prix de Suisse où il termine cinquième, marquant ainsi les deux seuls points de sa carrière en Formule 1,. Lang participe également avec Maserati à la première édition des 1 000 kilomètres du Nürburgring mais un problème moteur l’empêche de terminer la course.
En 1954, Mercedes fait son retour en Grand Prix en arrivant en Formule 1 avec trois monoplaces conduite par Juan Manuel Fangio, Karl Kling et Hans Herrmann. À l'occasion du Grand Prix d'Allemagne, Mercedes place une quatrième voiture aux mains de Lang. Auteur d'une modeste onzième place en qualification, Lang remonte en course jusqu'à la deuxième place mais lors du dixième tour alors qu'il est redescendu en troisième position il part en tête-à-queue et est obligé d’abandonner. Pour le Grand Prix d'Italie, Mercedes hésite entre Lang et Hans Herrmann pour prendre le volant de la troisième voiture mais c'est finalement ce dernier qui l'obtient en faveur de sa jeunesse. Lang décide alors de prendre sa retraite de pilote automobile à l'âge de 45 ans.
Après sa retraite sportive, Lang reprend un poste au service clientèle chez Mercedes-Benz. Il participe encore à quelques courses historiques jusqu'à la fin de sa vie. Il décède le 19 octobre 1987 dans sa ville natale de Bad Cannstatt,,.

## Vie privée

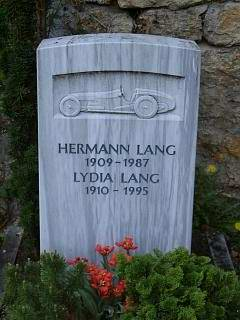
Tombe de Hermann et Lydia Lang dans le cimetière Uff-Kirchhof à Bad Cannstatt.

Hermann Lang se marie à sa fiancée, Lydia, en décembre 1937 à Bad Cannstatt. Pour l'occasion tout le département course de Mercedes-Benz se déplace et remet au couple une voiture de course miniature.
Hermann Lang et Lydia ont un fils, Peter. En 1962, il se lance lui aussi dans le sport automobile en tant que copilote d'Eugen Böhringer. Il gagnera notamment le rallye de Pologne et le rallye de l'Acropole. En 1964, il pilote lors des 24 Heures de Spa, des 6 Heures du Nürburgring ainsi que lors des 6 Heures de Brands Hatch. Il travaillera ensuite chez Mercedes-Benz jusqu'à sa retraite comme le fit son père.

## Adaptation littéraire
La vie de Hermann Lang et des pilotes allemands sous le Troisième Reich est le sujet d'un triptyque en bande dessinée, signé Marvano, intitulé Grand Prix, paru aux éditions Dargaud.

## Apparition dans les médias
En 1938, Hermann Lang et ses coéquipiers Rudolf Caracciola et Manfred von Brauchitsch jouent leurs propres rôles dans la comédie musicale Les étoiles brillent [Es leuchten die Sterne] de Hans H. Zerlett, aux côtés de La Jana, Carla Rust ou encore Ernst Fritz Fürbringer.
En 1962, Hermann Lang tourne dans un film promotionnelle pour la société Shell réalisé par Bill Mason et intitullé Round the ‘ring . Le film consiste en une caméra embarqué sur le Nordschleife à bord d'une Mercedes-Benz W125. Graham Hill est nommé comme narrateur du film et est chargé d'expliquer les subtilités du circuit ainsi que la façon d'aborder les virages.

## Résultats en course

### Résultats en Championnat d'Europe des pilotes
| Saison | Écurie          | Constructeur  | Châssis         | Moteur            | GP disputés | Victoires | Pole positions | Meilleurs tours | Points inscrits | Classement  |
| ------ | --------------- | ------------- | --------------- | ----------------- | ----------- | --------- | -------------- | --------------- | --------------- | ----------- |
| 1935   | Daimler-Benz AG | Mercedes-Benz | W25AB W25B W25C | Mercedes-Benz l8  | 3           | 0         | 0              | 0               | 45              | 12e         |
| 1936   | Daimler-Benz AG | Mercedes-Benz | W25K            | Mercedes-Benz l8  | 2           | 0         | 0              | 0               | 24              | 10e ex æquo |
| 1937   | Daimler-Benz AG | Mercedes-Benz | W125            | Mercedes-Benz l8  | 4           | 0         | 0              | 2               | 19              | 3e ex æquo  |
| 1938   | Daimler-Benz AG | Mercedes-Benz | W154            | Mercedes-Benz V12 | 4           | 0         | 3              | 2               | 17              | 3e          |
| 1939   | Daimler-Benz AG | Mercedes-Benz | W154            | Mercedes-Benz V12 | 4           | 2         | 3              | 3               | 14              | 2e          |

### Résultats en championnat du monde de Formule 1
| Saison | Écurie                    | Châssis | Moteur           | Pneus       | GP disputés | Points inscrits | Classement |
| ------ | ------------------------- | ------- | ---------------- | ----------- | ----------- | --------------- | ---------- |
| 1953   | Officine Alfieri Maserati | A6GCM   | Maserati l6      | Pirelli     | 1           | 2               | 13e        |
| 1954   | Daimler-Benz AG           | W196    | Mercedes-Benz l8 | Continental | 1           | 0               | Nc         |

### Résultat aux 24 Heures du Mans
| Année | Équipe          | no | Voiture                     | Moteur                      | Équipier    | Cat.  | Grille | Tours | Distance                  | Résultat  |
| ----- | --------------- | -- | --------------------------- | --------------------------- | ----------- | ----- | ------ | ----- | ------------------------- | --------- |
| 1952  | Daimler-Benz AG | 21 | Mercedes-Benz 300 SL (W194) | Mercedes-Benz M194 3,0 l l6 | Fritz Riess | S 3.0 | 37e    | 277   | 3 733,839 km 155,577 km/h | Vainqueur |